# Sasexka
Sasexka je těžké plemeno kura domácího s kombinovanou užitkovostí. Kuřata rychle rostou, slepice pohlavně dospívají v osmi měsících, ideální roční snáška je 170–190 vajec se žlutou až žlutohnědou skořápkou.
Sasexka má obdélníkový tělesný rámec, trup je vodorovně nesený, postoj široký. Záda jsou široká a plochá, prsa a břicho široké a hluboké, křídla jsou kratší, ocas široce nasazený. Slepice mají podstatně kratší krk a jsou zavalitější než kohout. Hlava sasexek je menší, široká, hřeben je jednoduchý, vzpřímený, se 4–6 nízkými zuby, ušnice jsou červené, málo vyvinuté, laloky jsou kulaté a hladké.
Opeření je bohaté, měkké, ale přilehlé, bez podušek. Nejčastěji jsou sasexky chovány ve světlé barvě, přesněji se jedná o bílé kolumbijské zbarvení. Základní barva je stříbřitě bílá, ale pera krčního závěsu mají sytě černou stvolovou kresbu se zeleným leskem a stříbrné lemování. Černá kresba, tentokrát kapková, je i na horní části zad, ocas kohouta je černý se zeleným leskem, ocasní krovky slepice jsou černé, bíle lemované, letky jsou černé s bílým vnějším praporem. Zobák a běháky mají masovou barvu.
Slepice váží cca 2,5–3 kilogramy, kohout váží cca 3–4 kilogramy. Zakrslá varianta vyšlechtěná ve Velké Británii a Německu: slepice váží cca 800 gramů, kohout jeden kilogram. Vejce velkého plemene váží cca 55 gramů. Vejce zakrslé sasexky má žlutější barvu a váží cca 35 gramů.

## Fotogalerie

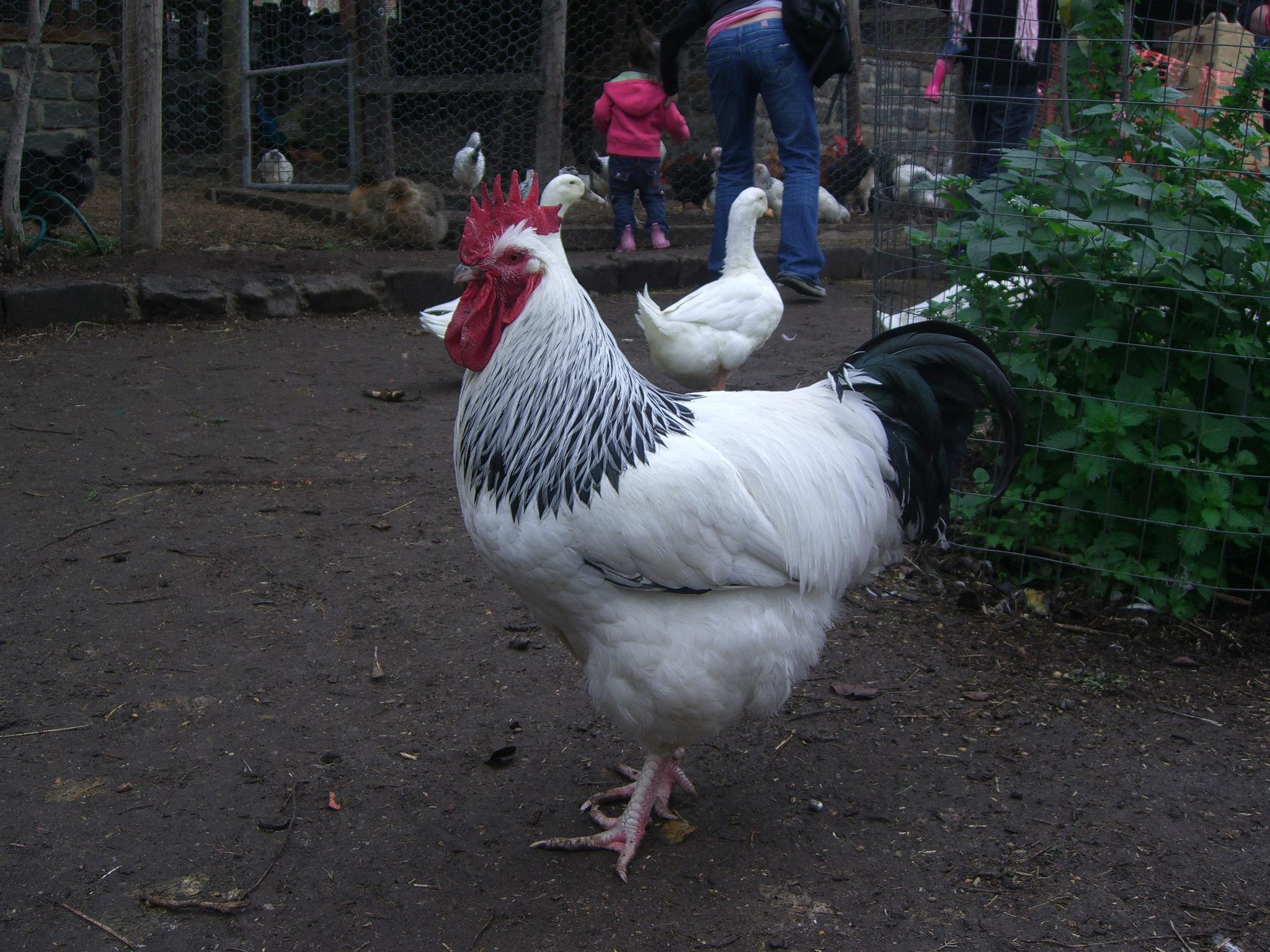
Kohout sasexky světlé (bílé kolumbijské)
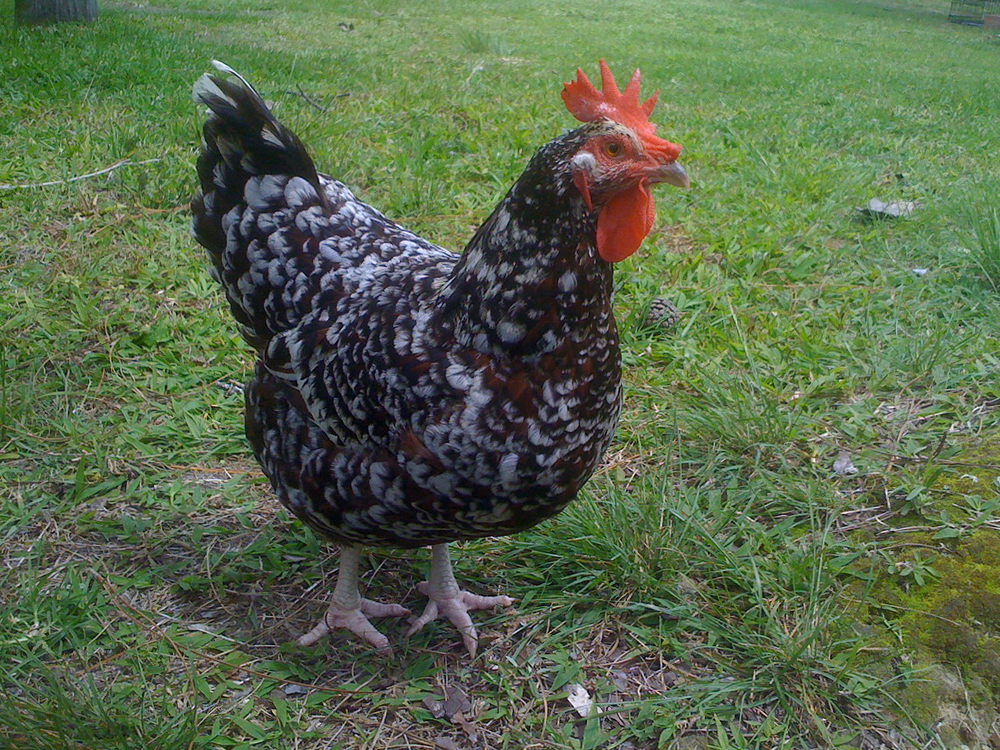
Slepice sasexky trojbarevné
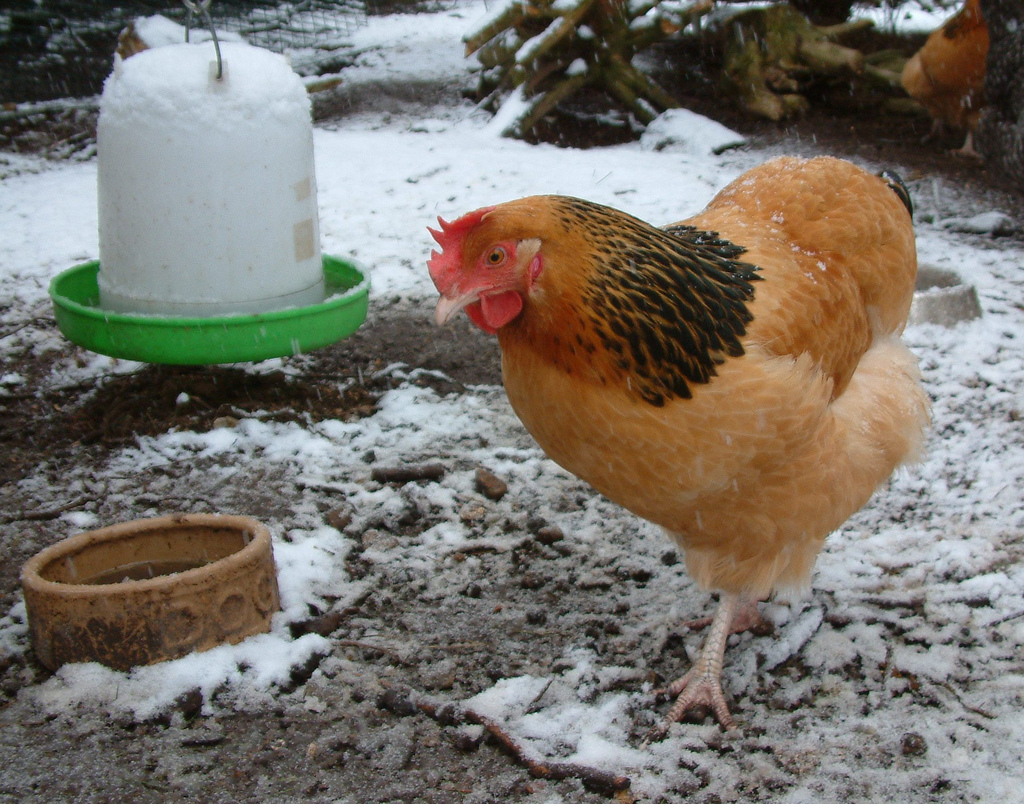
Slepice sasexky žluté kolumbijské
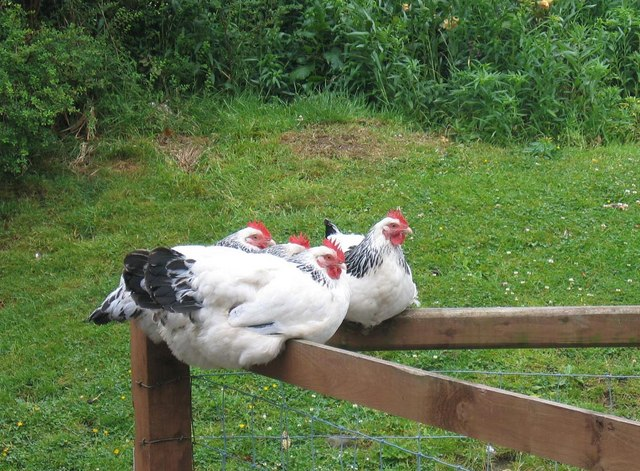
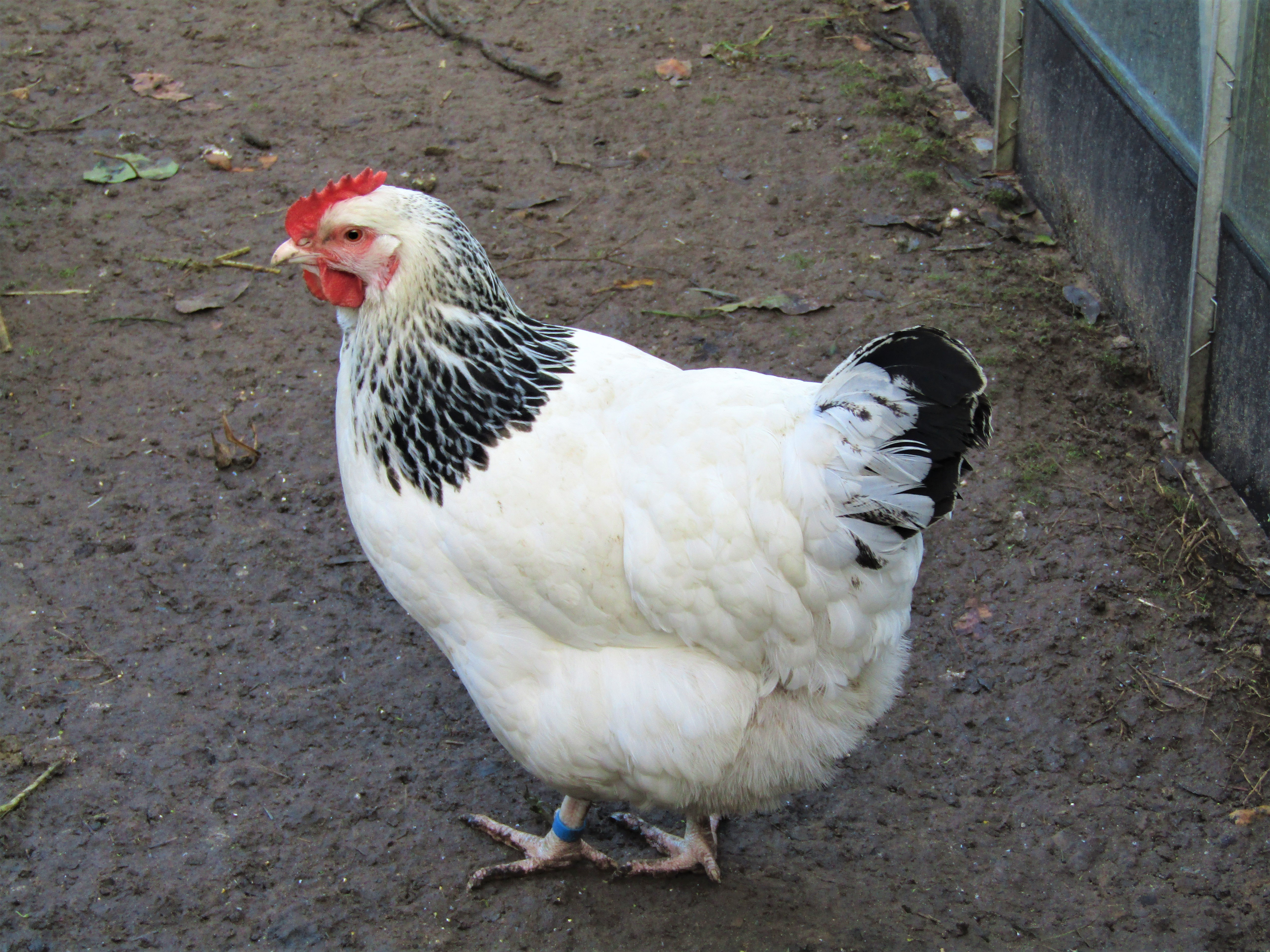
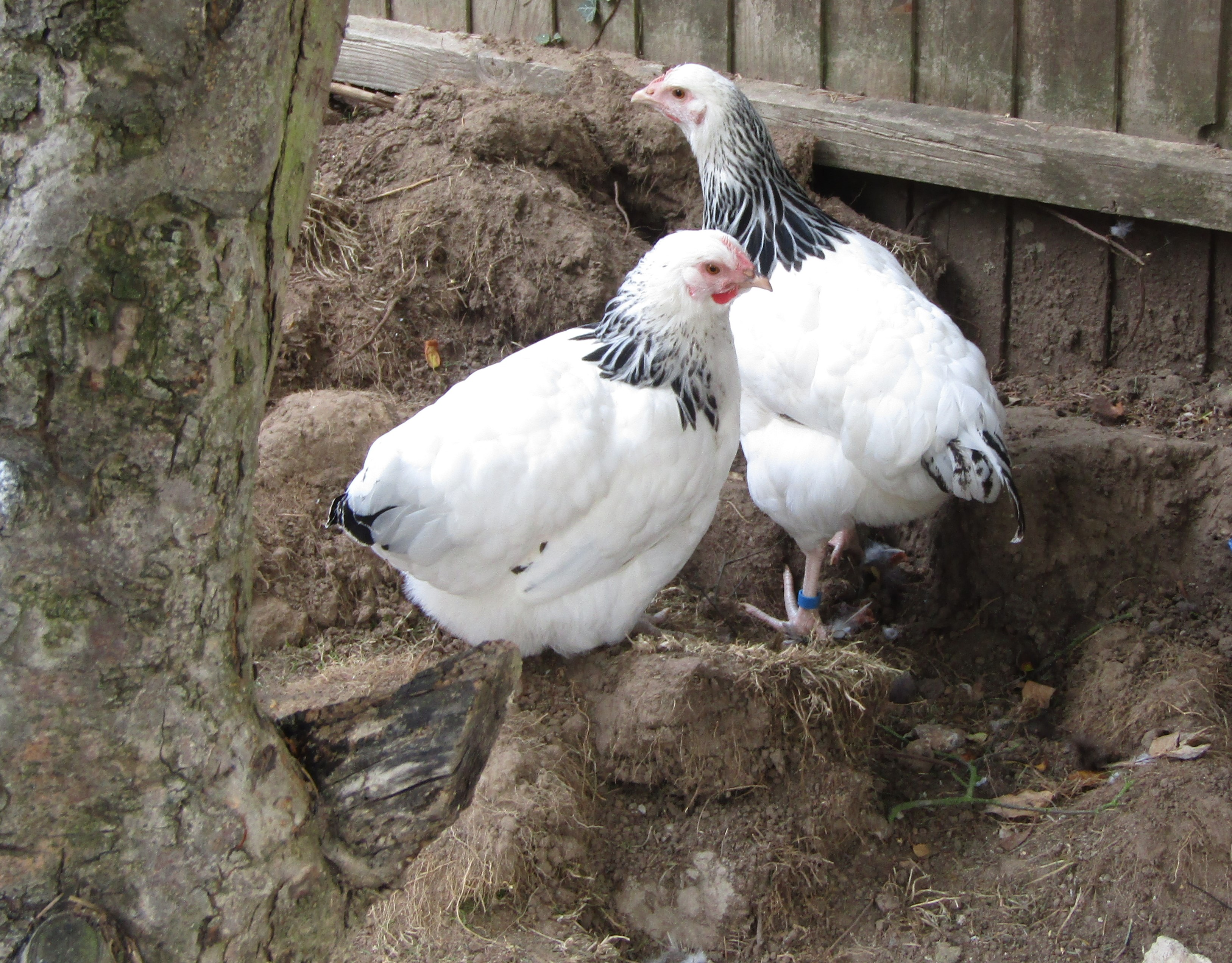